# ブロークンヒル
ブロークンヒル（Broken Hill）は、オーストラリア連邦ニューサウスウェールズ州西端のアウトバックにある都市である。人口は1万7734人（2018年）。かつて世界最大の埋蔵量を誇った銀・亜鉛・鉛鉱床を背景に繁栄したが、掘削の容易な鉱脈は掘り尽くしてしまっているため、鉱業は1952年をピークに衰退を続けており、市当局は観光や農業、文化活動等の振興に力を入れている。州都シドニーから約1160km離れていることもあり、経済的には南西500kmあまりに位置するアデレードとの結びつきが強く、時間帯も南オーストラリア州と同じUTC+9:30を使用している。
「西のオアシス（Oasis of the West）」「銀の街（Silver City）」「アウトバックの都（Capital of the Outback）」といった愛称がある。

## 人口
人口減少が続いており、2001年国勢調査では2万363人、これは1996年比4.6%減少、1991年比14.7%の減少だった。なおこのうち自身を先住民（Indigenous Origin）と認識している人口は2001年に1039人（総人口の5.1%）で、1996年比34.6%増加、1991年比134.5%の増加となっている。

## 歴史
現在のブロークンヒル周辺は少なくとも45000年以上前からアボリジニ Wiljakali 族が居住していたとされるが、その詳細は明らかになっていない。ヨーロッパ人として最初に訪れたのはチャールズ・スタート一行で、1844年にこの地を訪れた際、スタートは日記にこの地をブロークンヒルと記した。ブロークンヒルの建設が宣言されたのは銀などの掘削が始まった1885年のことである。1883年ニューサウスウェールズ州の州境警備隊であったチャールズ・ラスプは錫と思われる金属片を発見した。後にこれは銀と鉛と判明し、更なる調査の結果、1885年、周辺には高品位の銀・亜鉛・鉛を含む鉱床が広がっていることが明らかになった。同年「Syndicate of Seven」と呼ばれる7人により、BHP（w:Broken Hill Proprietary Company）が設立され、鉱物の掘削が本格的に開始された。なお後にBHPは世界最大の鉱業会社、BHPグループに成長する。
豊かな鉱物資源を背景にブロークンヒルの人口は1891年には21000人に膨れ上がった。しかしアウトバックの真っ只中に位置するこの町にこれだけの人口を支えるのに十分な水や食料は供給されず、生活水準は極めて低かったとされる。精錬所からの窒素酸化物や粉塵による大気汚染も進んだ。坑道や精錬所建設のため、僅かにあった木々も伐採されてしまい、砂嵐がひどくなったという。1888年には腸チフスが流行し、128人の死亡が確認されている。労働環境も劣悪で、1894年から1913年までの20年間に事故で死亡した鉱夫の数は360人に上った。このような中1889年には労働者による大規模なストライキが記録されており、以後労働組合の活動の中心地ともなっていく。
1889年には鉄道による水の運搬が始まり、1892年にはスティーブンスクリーク溜池（Stephens Creek Reservoir）が建設され、水の供給はある程度安定した。1898年には精錬所が南オーストラリア州のポートピリーに移され、公害問題も収束に向かった。1890年代後半には学校や市役所、郵便局なども整備され、都市としての体裁を整えた。時期が前後するが、ブロークンヒルが独立した自治体 (Municipality) を宣言したのは1888年、市を宣言したのは1907年のことである。
労働組合の活動としては「バリアの真実（Barrier Truth）」の創刊（1898年）や商業ホール（trades hall）建設（1905年竣工）が挙げられる。前者は後に労働組合が発行する新聞としては英語圏で初めてとなる日刊紙「日刊バリアの真実 (Barrier Daily Truth)」に発展し、後者はオーストラリアで初めての労働組合が所有する建物となった。1923年には地域の18の労働組合が合併して「バリア鉱業協議会（The Barrier Industrial Council）」が設立され、以後労働環境や雇用条件の改善が急速に進んだという。なお1900年代後半から1930年代にかけてブロークンヒルの人口は27000人程度であった。
第一次世界大戦中の1915年、2人のトルコ人（トルコからの移民）がオーストラリアに宣戦布告し、列車に向かって発砲し3人を殺害、2人は近くのコテージに逃げ込みさらに1人を殺害する事件がおきた。司法長官のヒューズはこの出来事から、敵国の外国人収容の必要性に言及し、実際に後の第二次世界大戦ではこれが実行される。
1940年、ブロークンヒルの鉱業を黎明期から支えてきたBHPがブロークンヒルから撤退する。経済的な鉱床を掘りつくしたことや、労働条件改善による採算性の低下が原因とされている。しかしこの後も最大14社が採掘を続け、1952年のピーク時には鉱業に直接かかわる労働者が6500人にも達した。また人口もこの時期には30000人前後となっている。同じく1952年にはメニンディー湖（Menindee Lakes）から109kmのパイプラインが建設され水問題が解決された。
1988年ブロークンヒルの鉱業会社が合併し、パスミンコ（Pasminco）を設立、ブロークンヒルで鉱業を続ける唯一の会社となった。2003年にブロークンヒル鉱山はペリルヤ（Perilya）に売却され、引き続き採掘が行われている。

## 地理
ニューサウスウェールズ州西端のバリア山脈（Barrier Ranges）内の盆地に位置し、市内は概して平坦である。面積は64km2。市の中心部にあるパットン通り（Patton Street）気象台の標高は海抜315.0m、位置は南緯31.9759、東経141.4676である。南オーストラリア州の州境までは48kmしかない。最も近い河川は市の北東部を北西から南東へ流れるスティーブンスクリークであるが、旱魃時には蒸発してしまう。周辺の広大な（面積14万km2以上:日本の面積の4割弱）のアウトバック地域は中央ダーリング郡（Central Darling Shire）の管轄である。なおこの地域の人口は約4千人である。

## 気候
ブロークンヒルはステップ気候であり、概して降水量は少なく、寒暖の差が激しい。平均降水量は少ないが、時として豪雨に見舞われることもあり、その一方で数ヶ月間全く雨が降らないこともある。この地域で最も一般的な自然災害は砂嵐である。
気候の平均*:
- 1月の最高気温 — 32.7°C
- 1月の最低気温 — 18.4°C
- 7月の最高気温 — 15.1°C
- 7月の最低気温 — 5.3°C
- 年間降雨量 — 253.4mm
- 最も雨の多い月 — 10月 24.9mm
- 最も雨の少ない月 — 4月 17.7mm

記録:
- 最高気温 — 46.8°C
- 最低気温 — -2.8°C
- 月間最大降雨量 — 3月 258.8mm
- 月間最小降雨量 — 全月 0.0mm

（*パットン通り気象台のデータ（1889年-2004年））

## 交通
鉱物資源の輸送に多大な貢献をしてきたのは鉄道である。1888年にはアデレードからの狭軌鉄道が早くもブロークンヒルに達した。当初は南オーストラリア州州立鉄道として計画されたが、ニューサウスウェールズ州の反対により、州境から東側は私鉄シルバートントラムウェイ（Silverton Tramway）として建設された。シドニーからの標準軌鉄道がこの街に達したのは1927年のことであった。ブロークンヒルからポートピリーまでの区間は最後まで狭軌区間として残っていたが、1969年に改軌され、シドニーからパースまでの大陸横断鉄道が標準軌に統一された。現在長距離旅客列車としてはシドニーからパースに向かうインディアンパシフィックが週2往復運行されている。州内の旅客列車はシドニーからブロークンヒルに向かうブロークンヒルアウトバックエクスプローラ（Broken Hill Outback Explorer）が週1往復運行されている。
ブロークンヒルはバリアハイウェイ（Barrier Highway：国道32号線）とシルバーシティハイウェイ（Silver City Highway：国道79号線）の交点となっており、アデレードからの長距離バスが週4便運行されている。また市内には4系統のバス路線があり、いずれもラッシュ時は30分間隔、昼間時は2時間間隔で運行されている。周辺観光地へのツアーも多い。
ブロークンヒル空港は中心部から4kmに位置し、シドニー、アデレード、ダボ (ニューサウスウェールズ州)から定期便がある。

## 経済
衰退したとはいえ鉱業はこの街にとって今も重要な産業であることに変わりはない。現在700人弱が直接鉱業に従事しており、年産240万トンの鉱石を採掘している。また観光産業も鉱業に関連するものが多い。周辺の中央ダーリング郡では200万頭とも言われるメリノ種の羊が飼育されており、ブロークンヒルは牧羊産業の中心地でもある。羊毛を利用した繊維工業も立地している。そのほかロイヤルフライングドクターサービスやスクールオブジエアーの基地などもおかれており、アウトバックの生活を支える重要な拠点となっている

## 見所
- ロイヤルフライングドクターサービス博物館
- デルプラッツ地下観光鉱山 (Delprats Underground Tourist Mine) — BHPが初期に掘削した坑道が見学できる。
- ブロークンヒルモスク (Broken Hill Mosque) — オーストラリアで初めてのモスク。ラクダと共にやってきたアフガニスタン・インドからのムスリムが1891年に建設。
- シルバートン (Silverton) — 約25km北西、かつて銀鉱山の町として栄えたが、現在ゴーストタウン。数々の映画の舞台となった。
- Kinchega 国立公園 — 約110km南東、ミニンディ湖周辺地域で、150種以上の野鳥が生息する。
- Mutawintji （旧名：Mootwingee） 国立公園 — 約130km北東、アボリジニの壁画などが残されている。
- ホワイトクリフス (White Cliffs) — 約250km北東、1887年に発見されたオパール鉱山がある。

## ブロークンヒル出身の有名人
- June Gough （ソプラノ歌手、芸名：June Bronhill）
- Pro Hart （芸術家）